# Cnestis corniculata
Cnestis corniculata är en tvåhjärtbladig växtart som beskrevs av Jean-Baptiste de Lamarck. Cnestis corniculata ingår i släktet Cnestis och familjen Connaraceae. Inga underarter finns listade i Catalogue of Life.